# Средняя Мокла
Средняя Мокла (устар. Средняя Муокла) — река в Тунгиро-Олёкминском районе Забайкальского края России, левый приток Олёкмы. Длина реки составляет 233 км, площадь водосбора — 5120 км².
Начинается слиянием рек Ковыли и Аначар на высоте 1030 метров над уровнем моря. Впадает в Олёкму в 1028 км от устья на высоте 566 метров над уровнем моря.
Основные притоки: Асынкан, Бургак, Золотуха, Прокур, Ивгуннакан, Барыня.